# Salt Lake City Stars
Die Salt Lake City Stars sind ein Basketball-Team der NBA G-League, das in Salt Lake City (Utah) beheimatet ist. Das Team trägt seine Heimspiele im Maverik Center aus. Seit 2014 sind sie das Farmteam der Utah Jazz aus der National Basketball Association (NBA).

## Geschichte
Ursprünglich wurde das Team im Jahr 1997 als Idaho Stampede gegründet und war bis 2006 Teil der Continental Basketball Association (CBA). 2001 führte man die Division an, doch wurde die Saison vorzeitig eingestellt. Im Jahre 2004 erreichten die Stampede das CBA-Finale, unterlagen jedoch den Dakota Wizards. Nach Ablauf der Saison 2005/06 gaben die Eigentümer des Teams bekannt, dass die Stampede zur Saison 2006/07 in die NBA Development League wechseln würden. Dort wurden die Stampede als neues Farmteam der Portland Trail Blazers und Denver Nuggets in die Liga integriert. Nach der Auflösung der Utah Flash 2011 wurde den Utah Jazz die Stampede als neues Farmteam zugeteilt. Dies währte jedoch nur eine Spielzeit, bevor die Stampede 2012 alleiniges Farmteam der Trail Blazers wurden.
Die bislang erfolgreichste Saison des Teams war 2007/08. Die Stampede konnten bis ins Finale der Meisterschaft vorstoßen und gewannen die Meisterschaft gegen die Austin Toros.
Zur Saison 2010/11 konnten die Stampede den ehemaligen NBA All-Star Antoine Walker verpflichten, welcher zuvor bereits erfolgreich für die Boston Celtics, Miami Heat, Memphis Grizzlies, Dallas Mavericks und Atlanta Hawks in der NBA spielte.
Nach sieben Jahren wurden die Stampede von den Blazers aufgegeben. Im Juni 2014 wurden sie von den Utah Jazz als teameigenes Farmteam übernommen. Seit März 2015 sind die Jazz auch Besitzer des Teams.
Für die Saison 2016/17 erfolgte der Umzug nach Salt Lake City sowie die Umbenennung in Salt Lake City Stars. Zu Beginn der Saison 2017/18 übernahm der österreichische Trainer Martin Schiller die Leitung des Teams.

## Bekannte ehemalige Spieler
- Randy Livingston
- Antoine Walker
- Rafer Alston
- Joe Dabbert
- Spud Webb
- Coby Karl
- Nathan Jawai
- Patty Mills
- Tibor Pleiß

## Zuordnungen von NBA-Vereinen
| - Denver Nuggets (2009–2012) - Portland Trail Blazers (2007–2014) - Seattle SuperSonics (2006–2008) - Toronto Raptors (2008–2009) | - Utah Jazz (2006–2007, 2011–2012, seit 2014) |